# Sommenbygdens folkhögskola

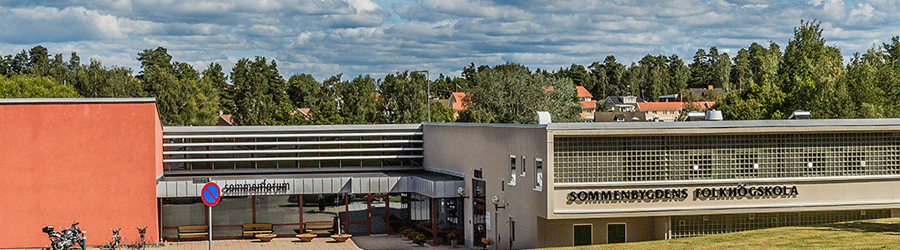
Nuvarande lokal för Sommenbygdens folkhögskola på Ydrevägen 13.

Sommenbygdens folkhögskola är en folkhögskola i Tranås, startad 1 juli 1997.
Skolan ligger sydväst om Tranås centrum i en nyrenoverad industribyggnad sedan hösten 2016. Tidigare låg skolan centralt i Tranås i ett av de hus som var Tranås första ålderdomshem. I samband med uppstarten 1 juli 1997 tillkom paviljongen med fem klassrum. Skolan är en dagfolkhögskola som sedan starten varit politiskt och religiöst obunden. Huvudmän är fem kommuner (Aneby, Boxholm, Ydre, Tranås och Ödeshög) och två studieförbund (ABF och SV).
Skolan har cirka 220 studerande.
Folkhögskolan är medlem i föreningen Balsam.